# Глен Гринвалд
Глен Едвард Гринвалд (енгл. Glenn Edward Greenwald; Квинс, 6. март 1967) је амерички правник, новинар, политички коментатор, аутор и активиста. Јавности је постао познат 2013. године по серији чланака за Гардијан (The Guardian) у којима је писао о програму глобалног прислушковања Сједињених Америчких Држава и Велике Британије, заснованом на поверљивим документима које је обелоданио Едвард Сноуден. Уредник је онлајн портала Интерсепт (The Intercept).

## Биографија
Гринвалд је рођен 1967. године у Њујорку као син Данијела и Арлене Гринвалд. Одрастао је на Флориди, где се са породицом преселио одмах након рођења. После средње школе уписао је студије филозофије на Универзитету Џорџ Вашингтон у Вашингтону. Студије је наставио на Универзитету у Њујорку где је 1994. године стекао докторат правних наука.
Новинарску каријеру започео је 2005. године, пишући блог Unclaimed Territory о скандалима служби CIA и NSA. Од 2007. до 2012. године писао је колумне за Салон (Salon) у којима се бвио политилким и првним темама. Од августа 2012. до октобра 2013. радио је америчко издање Гардијана (Guardian US).
Широј јавности постао је познат у јуну 2013. када је за Гардијан објавио први у низу чланака о америчком и британском програму глобалног прислушкивања, на темељу поверљивих докумената објављених од стране Едварда Сноудена. Заједно са осталима који су радили на овој серији, Гринвалд је 2014. добио Пулицерову награду. Његов рад на документима Националне сигуросне агенције (НСА) постао је подлога за документарни филм Citizenfour који је 2014. освојио Оскара за најбољи документарни филм. Гринвалд се појавио на церемонији доделе и преузео је награду заједно са редитељком Лауром Поитрас.
Гринвлд, који је отворено геј, живи у Рио де Жанеиру, у Бразилу, заједно са својим партнером Дејвидом Михаелом Мирандом. Као разлог за пресељење 2011. навео је тадашњи савезни закон о забрани брака (поништен од стране Врховног суда две године касније) који је спречавао његовог партнера у добијању визе за боравак у САД.